# 적유령산맥
적유령산맥(狄踰嶺山脈)은 낭림산맥의 소백산에서 갈리어져 강남산맥과 같이 서남서 방향으로 달리는 산맥이다. 고도는 800 ~1,500ｍ이고, 길이는 250km이다. 화강편마암으로 이루어져 있으며, 압록강과 청천강에 의하여 침식된 결과 남북으로 심히 굴곡되어 있다. 단목산(1,817ｍ)·비삼봉(1,833ｍ)·백암산(1,823ｍ)·숭덕산(1,994ｍ)·천마산(1,169ｍ) 등 높은 산을 일으키고 남측은 단락(斷落)하여 급경사로 되어 있다. 이것은 평안북도의 분수령산맥으로서 압록강과 청천강의 여러 지류가 이 산지에서 발원하여 북류 혹은 남류한다. 이 산맥에는 적유령(963ｍ)·구현령(815ｍ)·온정령(574ｍ) 등의 높은 고개가 있다.이들은 압록강과 청천강 양 유역을 연결하는 철도 또는 자동차 도로로 이용되고 있다.

## 참고 자료
- 이 문서에는 다음커뮤니케이션(현 카카오)에서 GFDL 또는 CC-SA 라이선스로 배포한 글로벌 세계대백과사전의 내용을 기초로 작성된 글이 포함되어 있습니다.